# 神谷禎恵
神谷 禎恵（かみや よしえ）はフードプロデューサー。大分県乾しいたけ大使。 調味料ソムリエプロでゆずごしょうの啓発活動は有名で、通称は『マダムゆず』。株式会社生活工房とうがらし代表取締役。

## 概要
大分県宇佐市出身、母は金丸佐佑子（伝承料理研究家）。 大分県立宇佐高等学校を卒業。1989年、大分大学教育学部を卒業。1991年、日本女子大学文学部在籍。2007年、中村学園大学大学院を卒業。2013年10月5日、国東半島宇佐地域世界農業遺産シンポジウムでパネリストとして参加。2015年6月2日、株式会社生活工房とうがらし代表取締役に就任。2015年10月20日、ミラノ国際博覧会 (2015年)大分県デーでプレゼンテーション。 2016年6月8日、地方創生の活動を総理大臣公邸で報告。2019年9月1日、中川政七商店コンサルティング事業部フードアドバイザー。2022年3月16日、RiceTourismライスツーリズム『おにぎり神谷』を開始。11月26日、「おにぎり神谷プレミアム」が嬉野温泉和多屋別荘で常設。

## 著書

### 共著
- 小坂章子共著『大分県のしいたけ料理の本』西日本新聞社 ISBN 978-4816709401  （2017年6月30日 ）